# Монте-Олівето-Маджоре
43°10′31″ пн. ш. 11°32′39″ сх. д. / 43.175277777778° пн. ш. 11.544166666667° сх. д.
Монте-Олівето-Маджоре (італ. Monte Oliveto Maggiore) — перший і найголовніший монастир католицького ордена оліветанців. Заснований на пагорбі за 10 км від тосканського міста Ашано в 1313 році сієнським юристом Бернардо Толомеї. Назву отримав на честь Оливкової гори в Єрусалимі.
В середні віки монастир був одним з головних землевласників на території Сієнської республіки. Будівельні роботи в Монте-Олівето-Маджоре йшли майже безперервно з 1393 по 1526 роки. Монастирські будівлі складені з червоної цегли. Потрапити в обитель можна підйомним мостом, пройшовши по алеї чорних кипарисів. Над монастирським комплексом ширяє готична дзвіниця.
Великий клуатр монастиря, зведений в епоху кватроченто, прикрашений стінописом Луки Сіньореллі і Содоми на теми з життя святого Бенедикта.
З монастирської церкви св. Варфоломія походить картина Леонардо да Вінчі «Благовіщення», яка з 1867 року висить в галереї Уффіці.